# آدریان پالومارس
آدریان پالومارس (اسپانیایی: Adrián Palomares‎؛ زادهٔ ۱۸ فوریه ۱۹۷۶) دوچرخه‌سوار اهل اسپانیا است.